# Міжнародні сили з підтримки миру в Косові

KFOR (англ. Kosovo Force) — міжнародні сили під керівництвом НАТО, відповідальні за забезпечення стабільності в Косові.

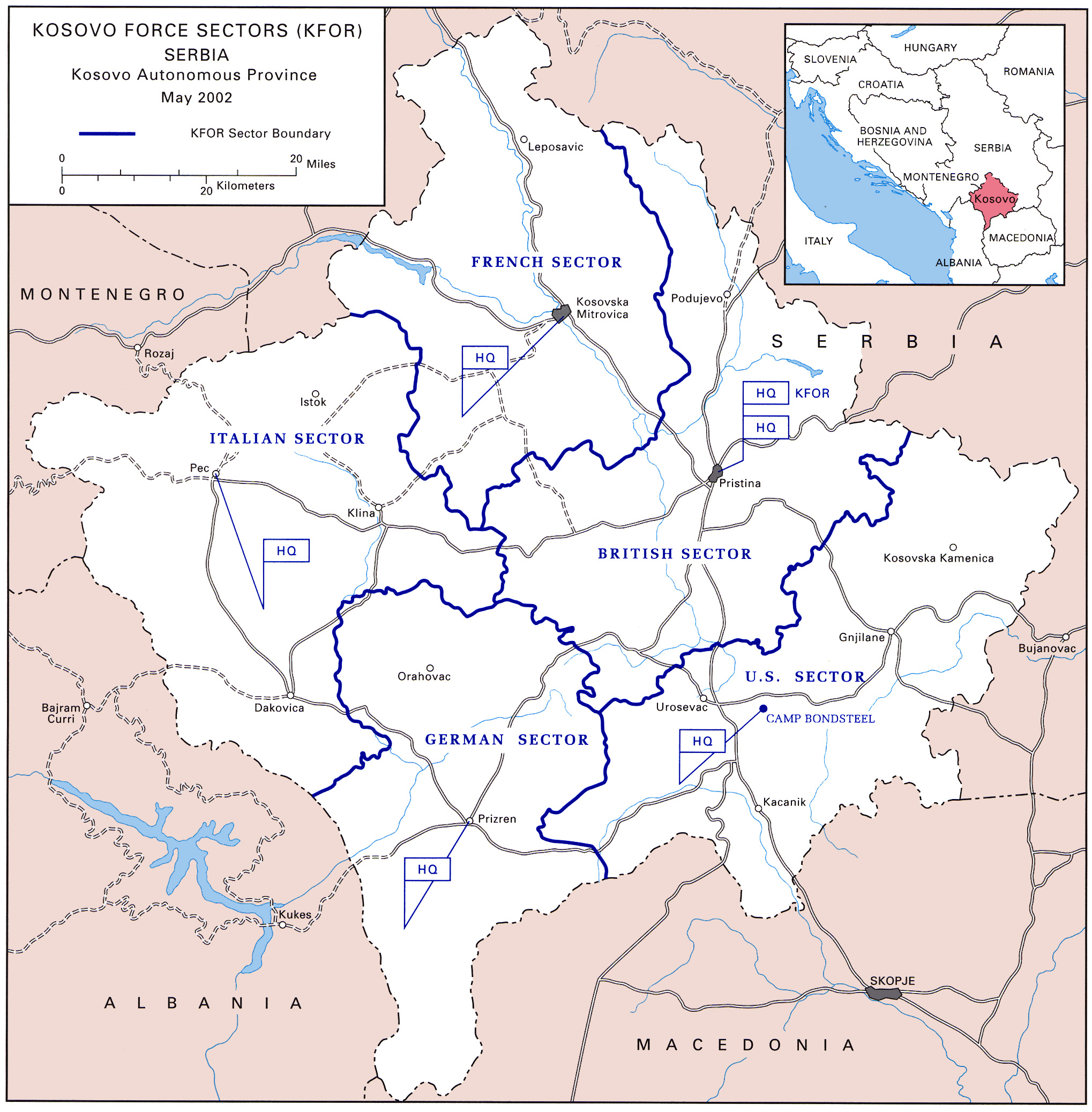
Сектори KFOR, 2002 рік

Сили KFOR були створені згідно з резолюцією Ради Безпеки ООН № 1244 та вступили в Косово 12 червня 1999 року.

## Обов'язки
У Резолюції визначено:
обов'язки міжнародної присутності з безпеки, яке має бути розгорнуто та діяти в Косові, будуть включати: 

a) запобігання поновленню бойових дій, підтримання і, де це необхідно, забезпечення дотримання припинення вогню, а також гарантування виведення та запобігання поверненню в Косово союзних та республіканських військових, поліцейських та воєнізованих сил, за винятками, передбаченими в пункті 6 додатка 2;

b) демілітаризацію Визвольної армії Косова (ОАК) та інших збройних груп косовських албанців, як це передбачено в пункті 15 нижче;

c) створення умов безпеки, в яких біженці та переміщені особи зможуть безпечно повернутися в свої будинки, міжнародна цивільна присутність зможе функціонувати, перехідна адміністрація може бути створена та гуманітарна допомога може доставлятися;

d) забезпечення громадської безпеки та порядку доти, поки відповідальність за виконання цього завдання не зможе взяти на себе міжнародна цивільна присутність;

e) здійснення нагляду за розмінуванням допоки міжнародна цивільна присутність не зможе належним чином взяти на себе відповідальність за виконання цього завдання;

f) підтримку, за необхідності, міжнародної громадської присутності та тісну координацію з нею;

g) виконання, за необхідності, обов'язків щодо здійснення прикордонного контролю;

h) забезпечення захисту та свободи пересування своїх сил, міжнародної громадської присутності та персоналу інших міжнародних організацій;

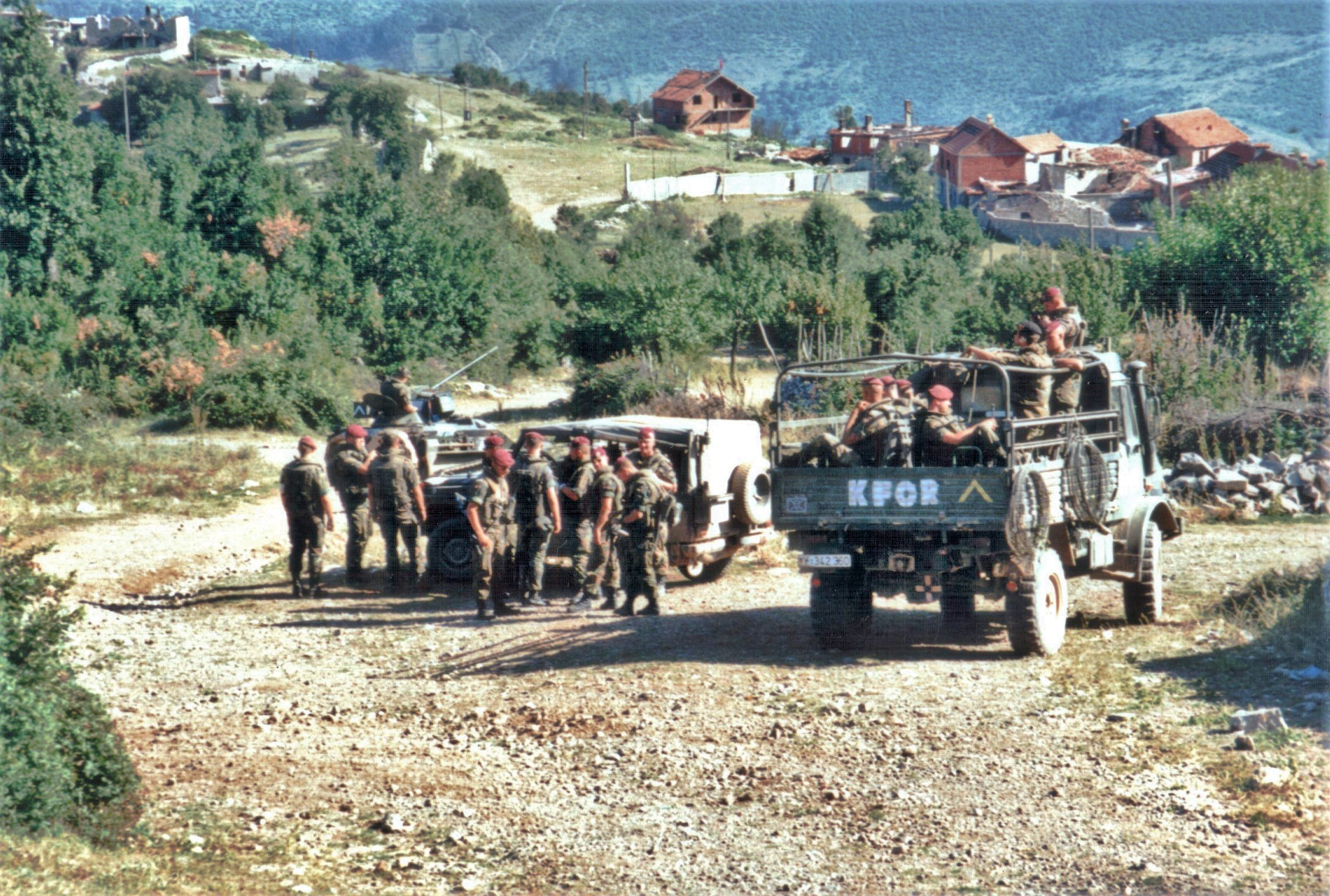
Німецькі солдати KFOR патрулюють в Південному Косові 1999 року
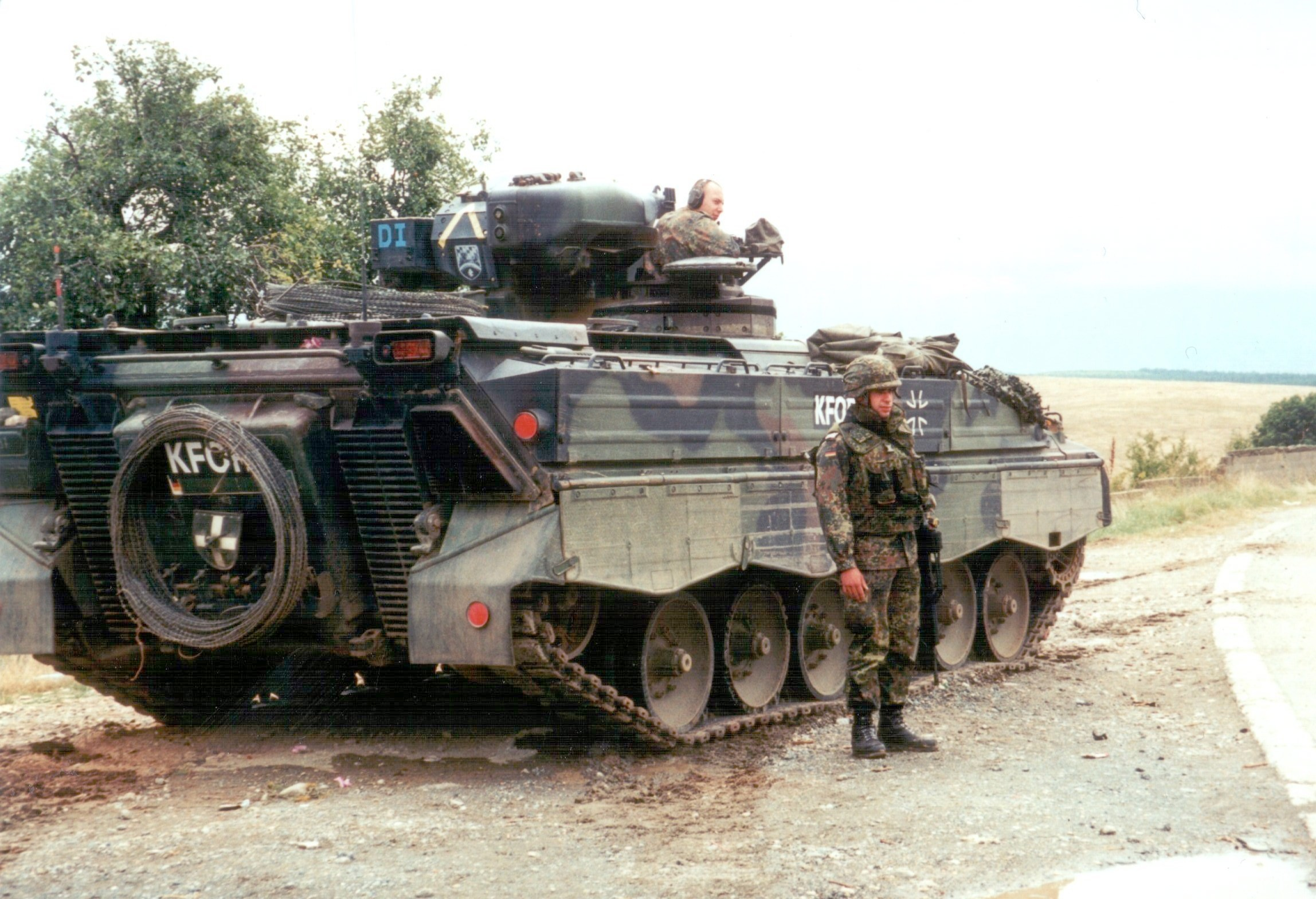
Німецькі солдати KFOR і бойова машина Marder у Південному Косові 1999 року
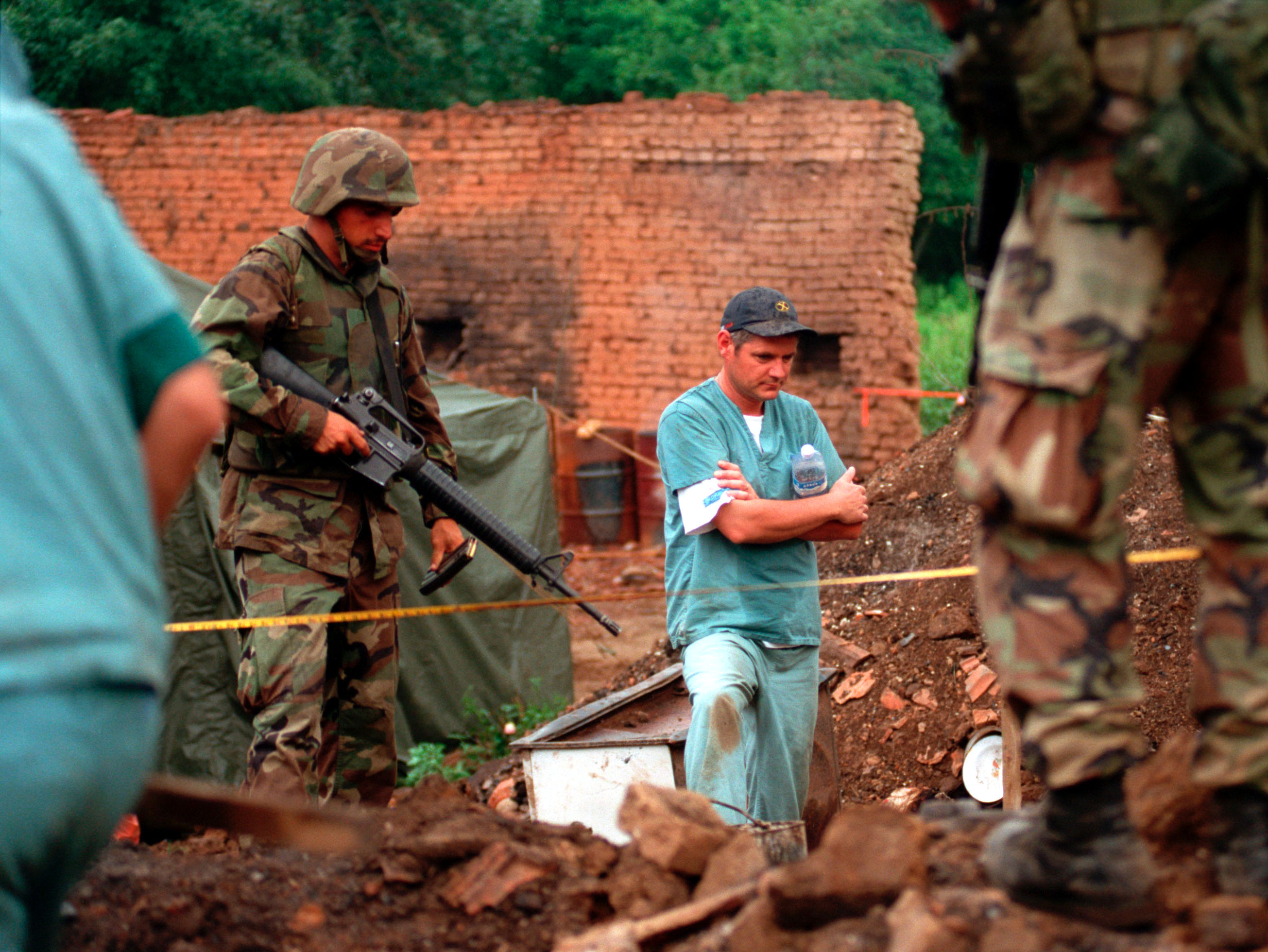
Морські піхотинці США забезпечують безпеку співробітників Королівської канадської кінної поліції під час дослідження поховання в косовському селі 1 липня 1999 року. (Фото Defense.gov)
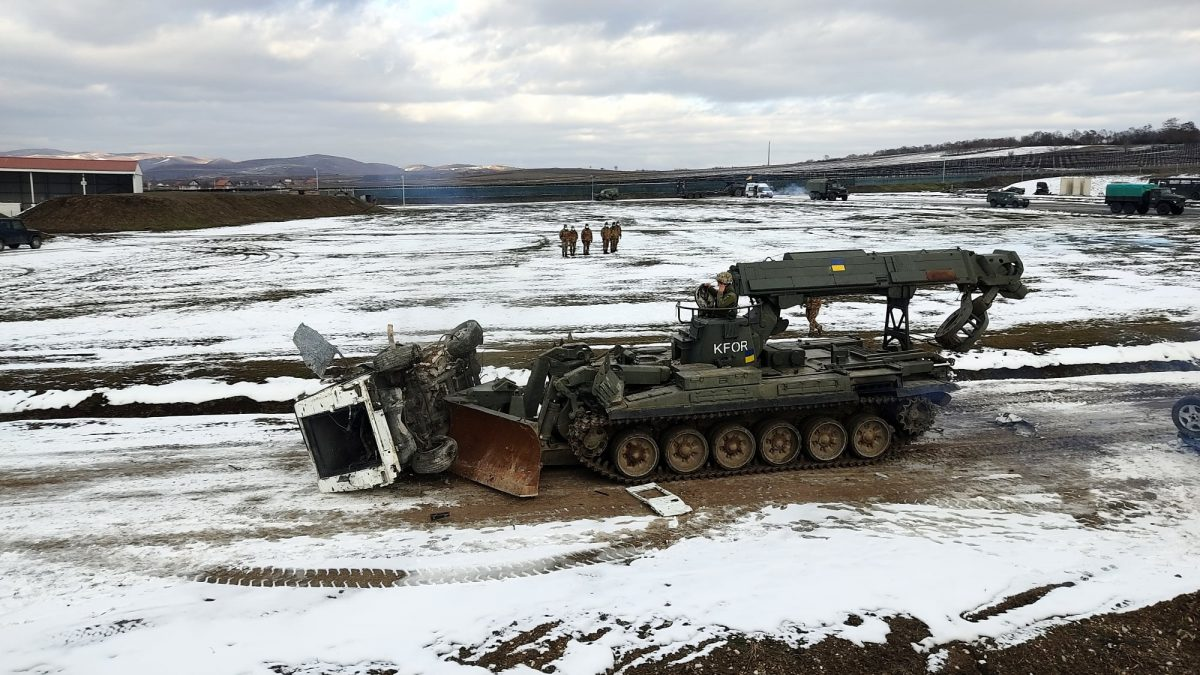
ІМР-2 українського контингенту у 2022 році.

## Учасники

### НАТО
| - Албанія (10, з 2009) - Болгарія (11) - Канада (1,470 — зараз 5) - Хорватія (20, з 2009) - Чехія (97 — зараз 10) - Данія (308 зараз 35) - Естонія — (1) - Франція (7,000 — зараз 150) - Німеччина (8,500 — зараз 743) - Греція (1,000 — зараз 118) - Угорщина (223 — зараз 197) | - Італія (5,000 — зараз 564) - Литва (30, зараз 1) - Люксембург (23 — зараз 22) - Нідерланди (3,600 — зараз 3) - Норвегія (2,300+ — зараз 4) - Польща (800 — зараз 230) - Португалія (171) - Румунія (62 — зараз 60) - Словенія (316) - Туреччина (752 — зараз 402) - Велика Британія (19,000 — зараз 1) - США (7,000 — зараз 621) |

### Союзники
| - Вірменія (35) - Австрія (561 — зараз 394) - Чилі (10) - Фінляндія (395 — зараз 19) - Ірландія (279 — зараз 12) | - Марокко (170 — зараз 0) - Швеція (1,100 — зараз 56) - Швейцарія (220 — зараз 219) - Україна (1,800 — зараз 162) - Молдова (41) |

### Вивели
| - Іспанія (1,712 — зараз 0) - Бельгія (1,100 — зараз 0) - Латвія (20, з араз 0) - Ісландія (? — зараз 0) - ОАЕ (1,500 — зараз 0) - Росія (4,000 — зараз 0) - Індія (800 — зараз 0) - Словаччина (0) | - Боснія і Герцеговина (550—750 — зараз 0) - Аргентина (200, з араз 0) - Грузія (182 — зараз 0) - Монголія (40 — зараз 0) - Азербайджан (34 — зараз 0) - Малайзія (? — зараз 0) - Філіппіни (457 — зараз 0) |